# 長水寺
長水寺（ちょうすいじ）は岐阜県関市板取にある地蔵菩薩を本尊とする臨済宗妙心寺派の寺院。山号は青龍山。板取長屋氏の菩提寺であった。

## 歴史
寺伝に基づけば嘉暦元年（1326年）に微妙大師授翁宗弼が開いたというが、板取村史ではこの時期に美濃国で妙心寺派が広まっていないことからこの説を疑問視しており、中興されたという天正年間に建立されたとみなしている。寺伝によると中興は、田口城主長屋道重が保寧寺の大圭紹琢を勧請して行われた。実質的な初代住持は2世の実門祖真という。文政5年（1822年）に現在地に移転し、大正時代に円応和尚が伽藍を整備している。
寺には長屋氏の墓のほか、長屋道重の画像が残されている。